# 卡斯蒂永 (上比利牛斯省)
卡斯蒂永（法語：Castillon，法語：[kastijɔ̃] ⓘ）是法国上比利牛斯省的一个市镇，属于巴涅尔德比戈尔区。

## 地理
卡斯蒂永（43°5'18"N, 0°12'52"E）面积3.32 平方千米，位于法国奧克西塔尼大區上比利牛斯省，该省份为法国西南部内陆省份，北至热尔省，西接大西洋比利牛斯省，南与西班牙接壤，东临上加龙省。
与卡斯蒂永接壤的市镇（或旧市镇、城区）包括：锡约塔、贝特、阿热莱斯巴涅尔、博讷马宗、比戈尔堡、于泽尔。

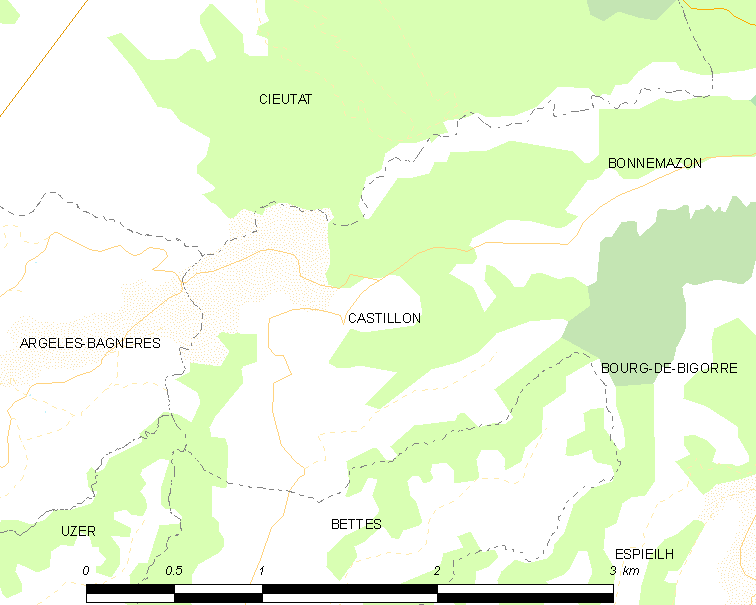
的OSM定位图

卡斯蒂永的时区为UTC+01:00、UTC+02:00（夏令时）。

## 行政
卡斯蒂永的邮政编码为65130，INSEE市镇编码为65135。

## 政治
卡斯蒂永所属的省级选区为阿罗斯河与巴伊斯河谷县。

## 人口

1962-2008年间人口变化图示

卡斯蒂永于2022年1月1日时的人口数量为76人。